# Vinca minor
La pervinca minore (Vinca minor L., 1753) è una liana erbacea perenne appartenente alla famiglia delle Apocinacee, tipica del sottobosco, dove forma estesi tappeti sempreverdi, ma comune anche lungo i bordi delle strade.
È una pianta piuttosto diffusa, di cui alcune cultivar sono coltivate a scopo ornamentale, soprattutto per realizzare bordure.

## Descrizione

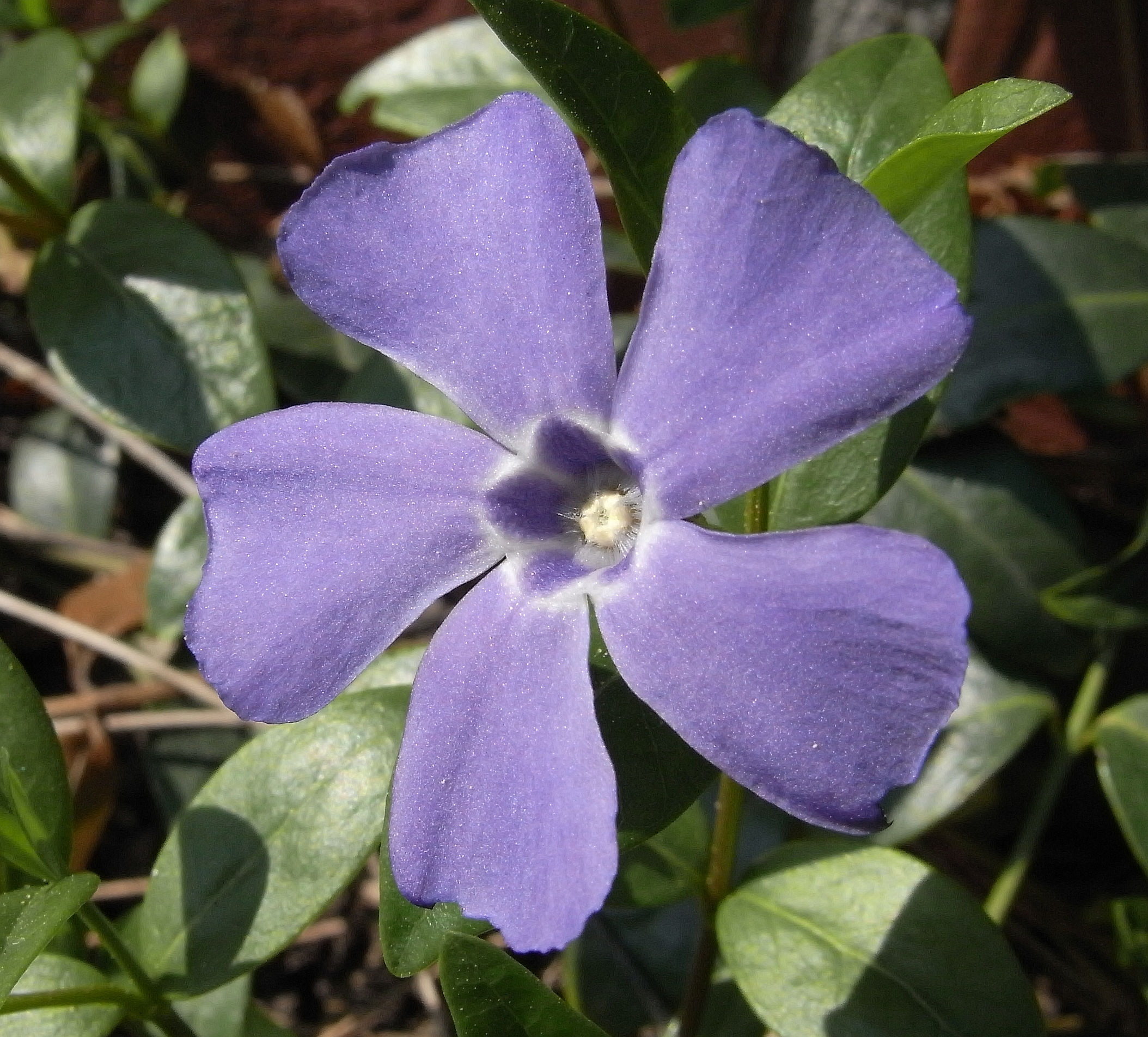

Alta 10–15 cm, ha un portamento strisciante e tappezzante. Forma grandi tappeti di fusti striscianti piuttosto esili ed alti al massimo 18 cm che producono radici ai nodi e portano foglie opposte, ellittiche, coriacee e lucide superiormente.

I fiori compaiono tra marzo e maggio, con una possibile seconda fioritura in autunno e sono caratterizzati da un colore azzurro-violetto, denominato appunto blu-pervinca. Sbocciano su peduncoli di 1 - 1,5 cm all'ascella di corti rametti ascendenti. La corolla è composta da 5 petali con l'apice troncato obliquamente.

## Distribuzione e habitat
L'areale di questa specie si estende dall'Europa centrale e meridionale al Caucaso..
Cresce nel sottobosco erbaceo, specialmente sotto le querce.

## Usi
A livello popolare le parti aeree della pianta sono utilizzate per migliorare la circolazione sanguigna. La pianta contiene in effetti il principio attivo vincamina di cui è dimostrata l'attività nootropica sulla circolazione cerebrale.